# Mouy
 Mouy  es una población y comuna francesa, en la región de Picardía, departamento de Oise, en el distrito de Clermont y cantón de Mouy.

## Demografía
| 3781 | 3791 | 4581 | 4812 | 5034 | 5328 |
| Para los censos de 1962 a 1999 la población legal corresponde a la población sin duplicidades (Fuente: INSEE [Consultar]) |      |      |      |      |      |